# JoongAng Ilbo
Die JoongAng Ilbo ‚Zentral-Zeitung‘ ist eine südkoreanische Tageszeitung. Sie gehört zusammen mit der Chosun Ilbo und der Dong-a Ilbo zu den drei auflagenstärksten Tageszeitungen Südkoreas.

## Geschichte
Die Zeitung wurde 1965 von Lee Byung-chull, dem Gründer des größten südkoreanischen Unternehmens Samsung, gegründet. Sie hat seitdem ihren Sitz in der südkoreanischen Hauptstadt Seoul. Seit 2007 erscheint mit der JoongAng Sunday eine Sonntagsausgabe.

## Korea JoongAng Daily
Die englischsprachige Ausgabe trägt den Titel Korea JoongAng Daily. Sie ist eine von drei täglich erscheinenden englischsprachigen Tageszeitungen in Südkorea, neben der Korea Times und dem Korea Herald. Die Korea JoongAng Daily wird zusammen mit der New York Times verkauft. Herausgeber ist Hong Jeong-do.

## Marathon
Die Zeitung veranstaltet seit 1999 den JoongAng Seoul Marathon, in Konkurrenz zum von der Dong-a Ilbo veranstalteten Seoul International Marathon.

## Kritik
JoongAng Ilbo wurde zusammen mit den anderen beiden großen, ebenfalls konservativen Tageszeitungen Chosun Ilbo und Dong-a Ilbo als ChoJoongDong (koreanisch 조중동, CJD) für ihre engen Beziehungen zueinander und zur Regierung von Präsident Lee Myung-bak kritisiert. Der Begriff ChoJoongDong dafür wurde von dem Redakteur Jung Yeonju von Hankyoreh im Oktober 2000 geprägt.